# Topong Bang gamelánegyüttes
A Topong Bang gamelánegyüttes Indonézia budapesti nagykövetségén működő, közép-jávai gamelánzenét játszó zenekar. Saodah Batin Akuan Syahruddin indonéz nagykövet kezdeményezésére Takáts Róbert ütőhangszeres előadóművész alapította 1999-ben. Első mestere Ki Oemartopo jávai (Wonogiri) gamelánmuzsikus, pedagógus és dalang (árnybábjátékos) volt 1999–2001 között. Az együttes tagjai közül többen tanultak indonéz állami ösztöndíjjal Közép-Jáván, a surakartai művészeti főiskolán (STSI, ISI).
A Topong Bang együttes tradicionális közép-jávai gamelánzenét játszik, amely a számos délkelet-ázsiai gamelán dialektus közül a legnyugodtabb, legelmélyültebb jellegű. Az együttes neve az e repertoárba tartozó „Lancaran Tropong Bang” mű címének és Oemartopo mester nevének ötvözéséből ered.
Az együttes 2009-ig volt tevékeny, majd 2014 óta ismét aktívan működik, szoros együttműködésben Indonézia budapesti nagykövetségével. Előadásaik gyakran kapcsolódnak a követség által szervezett eseményekhez, indonéz állami ünnepekhez. Eddigi mintegy 90 előadásuk során országszerte felléptek, ezenkívül szerepeltek Zágrábban, Szarajevóban, Varsóban. Rendszeres résztvevői a különböző népek kultúráját reprezentáló fesztiváloknak (mint a Babel Sound), számos előadást tartottak gyerekek számára. Elkötelezettek a tradicionális közép-jávai zenei hagyományok magyarországi megismertetése iránt, s ebben együttműködnek más művészeti ágak (tánc, festészet, batik) képviselőivel is.